# موربیان
شهرستان موربیان (به فرانسوی: Morbihan) در ناحیه بریتانی در کشور فرانسه واقع شده‌است.

## جستارهای وابسته

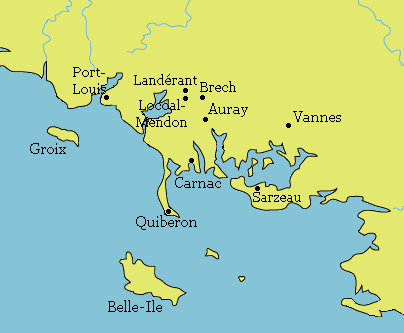

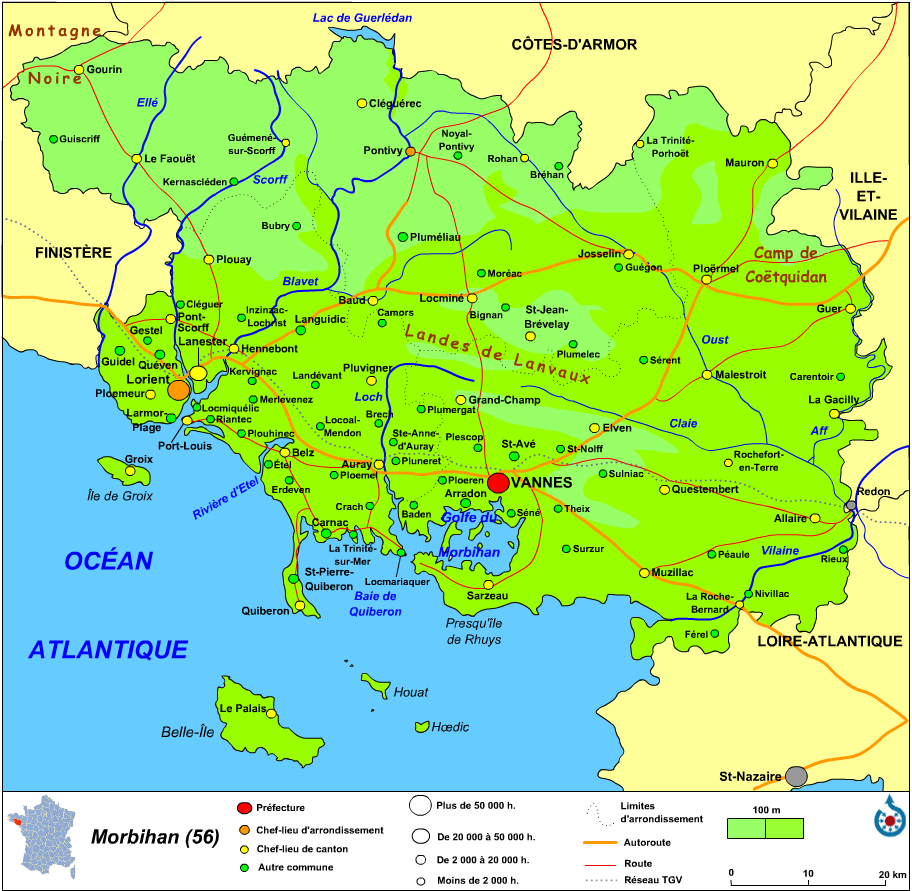